# Bombus ardens
Bombus ardens (saknar svenskt namn) är en insekt i överfamiljen bin (Apoidea) och släktet humlor (Bombus) som lever i Japan och Korea.

## Beskrivning
Bombus ardens är en övervägande svart humla med orangeröd bakkroppsspets och medellång tunga. Hanar och arbetare har gulaktiga band på mellankroppen. Längden är 15 till 18 mm, drottningen är störst, men med mindre lysande färger.

## Ekologi
Humlan förekommer både på ängsmark, i städernas förorter och även centralt i städer. Den övervintrande drottningen kommer fram i slutet av mars, och arbetarna flyger från mitten av april till slutet av juni, då kolonin kollapsar. Boet byggs ofta i övergivna smågnagarbon, i klippskrevor eller i mellanrum mellan byggnader och andra människoskapade strukturer. Arten besöker främst olika Rhododendron-arter, men flyger även till klockbuskarter, japanskt blåregn (Wisteria floribunda), vitplister och i viss mån till arter i robiniasläktet.

## Utbredning
Bombus ardens lever i större delen av Japan och Korea. Discover Life anger även ett fynd i östligaste Ryssland (Sachalin).